# 久留米大学の人物一覧
久留米大学の人物一覧は、久留米大学に関係する人物の一覧記事。

## 著名な教職員
- 谷口弥三郎 - 第二代学長、元参議院議員[1]。
- 津田彰 - 臨床心理学、教授。
- 東孝行 - 法学、大学院教授。
- 古賀幸久 - 法学、教授。
- 松原新一 - 文芸評論家、教授。
- 朝見行弘 - 法学、法科大学院教授。
- 上村一則 - 法学、教授。

## 著名な出身者

### 政界
- 荒木千陽 - 前東京都議会議員、都民ファーストの会代表（法学部卒）
- 親泊康晴 - 元那覇市長（医学部中退）
- 實松尊徳 - 佐賀県神埼市長

### 研究者・学者
- 杉山登志郎 - 児童精神科医（医学部卒）
- 平野春逸 - 生理学者、福岡大学名誉教授（旧制医専卒）

### 文学
- 界達かたる - ライトノベル作家（文学部卒）
- 丸山豊 - 詩人、医師（医学部卒）

### 芸能
- 井手らっきょ - タレント（商学部中退）
- クロノユウスケ - タレント
- 坂熊孝彦 - 声優（文学部卒）
- 佐藤晃 - ロックユニット『infix』ギター（経済学部卒）
- 坂本麻子 - タレント
- AKI - タレント

### スポーツ
- 高木真一 - 元プロ野球選手（広島東洋カープ）
- 和田博盛 - 元プロ野球選手（日本ハムファイターズ）
- 渡辺裕介 - 競艇解説者（唐津競艇場）

### マスコミ
- 佐久本浩志 - 沖縄テレビ放送アナウンサー

### その他
- 横倉義武 - 元日本医師会会長（医学部卒）